# Пољско-османски рат (1683–1699)
Пољско-османски рат вођен је од 1683. до 1699. године између Османског царства и Пољско-литванске уније. Део је Пољско-османских ратова и Великог бечког рата, а завршен је победом Пољске.

## Рат
Последњи Пољско-турски рат завршен је миром у Журавну од 27. октобра 1676. године. Међутим, 1683. године Аустрија и Пољска склапају савез уперен против Турске. Војска Јана Собјеског разбила је турске снаге код Каленберга (12. септембра 1683. године). Следеће године Пољска приступа Светој лиги (Аустрија, Пољска, Венеција и Рим). Лиги је две године касније приступила и Русија. Рат се, међутим, водио изоловано. Пољаци су 1686. године заузели Јаши у Молдавији, али нису успели освојити Камјењец Подолски 1687. године. Истовремено су са Русима учествовали у Кримском походу (1687—1689). После смрти Јана Собјеског, ратна дејства су ослабила. Турска је принуђена на потписивање Карловачког мира (26. јануар 1699) након кога је Пољској припало Подоље и западна Украјина.